# Pakubuwono VIII van Surakarta

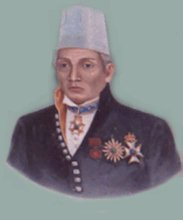
Pakubuwono VIII van Surakarta

Pakubuwono VIII van Surakarta, officieel "Sampejandalem ingkang Sinuhun Kanjeng Susuhunan  Prabhu Sri Paku Buwono VIII Senapati ing Alaga Ngah 'Abdu'l-Rahman Saiyid ud-din Panatagama Sunan Ngabehi, Susuhunan  van Surakarta" geheten, werd op 20 april 1789 als zoon van de vierde susuhunan geboren in de kraton van Surakarta en stierf daar op 28 december 1861. Hij kreeg als prins de naam "Bandara Radin Mas Kuseini". Toen hij op 5 oktober 1857 als kroonprins werd aangewezen voerde hij de titel "Kanjeng Gusti Pangeran Adipati Anum Amangku Negara Sudibya Rajaputra Narendra ing Mataram". Hij regeerde van 1858 tot 1861.
De troonopvolging in Surakarta was door het Nederlandse ingrijpen, Pakubuwono VI was afgezet en in ballingschap gestuurd, verstoord en Pakubuwono VIII volgde op 10 mei 1858 zijn jongere broer op. Voor de normen van die tijd waren beide broers al oude mannen toen zij opvolgden. De nieuwe susuhunan  werd op 17 mei met de keizerskroon van Surakarta gekroond.
Hij werd op 23 oktober 1844 luitenant-kolonel honorair van het Nederlandsch-Indisch Leger maar diende al voor die datum in Batavia en Buitenzorg als adjudant van de gouverneur-generaal van Nederlands-Indië. Op 23 oktober 1861 werd de susuhunan tot generaal-majoor honorair van het Nederlandsch-Indisch Leger bevorderd. Hij was commandeur in de Orde van de Nederlandse Leeuw.
Pakubuwono VIII was moslim en huwde twee vrouwen. Zijn eerste echtgenote Ratu Kinchana was de kleindochter van de vierde susuhunan. Hij verwekte twee zoons en vier dochters en stierf op 28 december 1861 in zijn Kraton. Zijn lichaam werd in het mausoleum in Imagiri bijgezet. Zijn opvolger was een zoon van Pakubuwono VI waarmee de troonopvolging weer in de oudere lijn was hersteld. De twee zoons van Pakoeboewono VIII volgden hun vader niet op.

## Opvolging
- Opvolger van Pakubuwono VII van Surakarta
- Opgevolgd door Pakubuwono IX van Surakarta